# Marianne Pousseur
Marianne Pousseur est une chanteuse, comédienne, metteuse en scène et professeure belge, née à Verviers le 1er décembre 1961.
Marianne est la fille du compositeur Henri Pousseur, la sœur du compositeur Denis Pousseur et de la metteuse en scène Isabelle Pousseur. Elle a fondé la Compagnie Khroma avec Enrico Bagnoli.

## Biographie
Tout en étudiant le chant classique et la musique de chambre au Conservatoire de Liège, Marianne Pousseur a chanté dans les deux ensembles dirigés par Philippe Herreweghe, le Collegium Vocale Gent et La Chapelle Royale.
Elle participe en même temps à plusieurs spectacles du Théâtre du Ciel Noir dirigé par Isabelle Pousseur. Leur version scénique du Pierrot lunaire d'Arnold Schönberg a fait l'objet d'un film, avec l'Ensemble Musique Oblique sous la direction musicale de Philippe Herreweghe, ainsi que d'un enregistrement CD pour le label Harmonia Mundi France.
Elle se produit régulièrement avec des ensembles tels que le Schönberg Ensemble de La Haye (direction Reinbert de Leeuw), Remix de Porto, Die Reihe de Vienne, etc. ainsi qu'avec l'Ensemble intercontemporain, notamment sous la direction de Pierre Boulez, dans un répertoire essentiellement tourné vers le XXe siècle, la création et le théâtre musical. Elle est invitée par le Festival d'automne à Paris à interpréter Infinito nero de Salvatore Sciarrino, dont elle est aussi l’interprète dans Lohengrin avec l’Ensemble intercontemporain, avec l'Asko Ensemble (Amsterdam), avec l'ensemble Risognanze (Milan). C'est avec ce dernier ensemble qu'elle enregistre l'œuvre pour le label Col legno, paru en 2008. Cet enregistrement gagne le MIDEM Classical Awards 2009 à Cannes.
Son expérience théâtrale lui permet d’être interprète récitante dans de grandes œuvres symphoniques comme Psyché de César Franck ainsi que Peer Gynt d'Edvard Grieg en version concertante sous la direction de Kurt Masur avec l’Orchestre national de France et le London Philharmonic Orchestra.
En collaboration avec Enrico Bagnoli, elle a monté plusieurs créations de théâtre musical, entre autres Songbooks de John Cage et Le Chant des Ténèbres, spectacle construit à partir de chansons de Hanns Eisler et Bertolt Brecht. L'Histoire de Babar de Francis Poulenc avec l'Orchestre Léonard de Vinci sous la direction d'Oswald Sallaberger. Avec les mêmes collaborateurs, elle conçoit également une mise en scène de L'Enfant et les Sortilèges de Maurice Ravel.
C'est pour elle que Georges Aperghis compose en 2004 Dark Side, créé à Athènes avec l'Ensemble intercontemporain. C'est à la suite de cela, qu'ils décideront de travailler à nouveau ensemble sur Ismène, poème de Yánnis Rítsos, mué en opéra pour voix seule 2008. En 2013, elle crée Phèdre, et en 2015 elle crée Ajax, du même auteur, pour lequel elle est chanteuse, actrice et compositrice.
En 2018, elle met en scène "I was looking at the ceiling and then I saw the sky" de John Adams au Théâtre national Wallonie-Bruxelles et à l'Opéra de Liège.

## Discographie
- Arnold Schönberg, Pierrot lunaire, Philippe Herreweghe, Harmonia Mundi, 1992, #9011390
- Hanns Eisler, Songs, Bertolt Brecht, Unclassical Sub Rosa, 1996
- Giacinto Scelsi, Tre canti popolari, Helix Ensemble, Unclassical Sub Rosa, 1992, SR51
- Henri Pousseur, Dichterliebereigentraum, Pierre Bartholomée, Cypres records, 1997, CYP 7602
- Henri Pousseur, La Guirlande de Pierre, Cypres records, 1998, CYP 4603
- Stephan Wolpe, Berlin 1929-1933, Helix Ensemble, Unclassical Sub Rosa, 1999, SR140
- Salvatore Sciarrino, Lohengrin, Ensemble Risognanze, Tito Ceccherini, Col legno, 2005, 1 CD 20264
- John Cage, Morton Feldman, Hanns Eisler, Giacinto Scelsi, etc., Only, Sub Rosa, 2011, ASIN B0058M74VS
- John Cage, Four Walls, Outhere FugaLibera, 2022, BarCode 5400439007932

Elle est actuellement professeur de chant et d'art lyrique au Conservatoire royal de Bruxelles, en Belgique.

## Mises en scènes et créations
| Année de création | Titre                                               | Auteur                      | Lieu de création et divers |
| ----------------- | --------------------------------------------------- | --------------------------- | --- |
| 1991              | Dialogue entre l’huître et l’autruche               | Lewis Carroll               | Atelier Sainte-Anne, Bruxelles et Théâtre des Bernardines, Marseille, chanteuse, comédienne, metteuse en scène                    |
| 1993              | L'Air frais des jardins publics                     | Lewis Carroll               | Atelier Sainte-Anne, Bruxelles et Théâtre des Bernardines, Marseille, suite du précédent                                          |
| 1996              | Songbooks                                           | John Cage                   | KunstenFESTIVALdesArts (Bruxelles), Atem Amandiers (Nanterre), Octobre en Normandie (Rouen), chanteuse, comédienne,               |
| 1998              | Le Chant des Ténèbres                               | Bertolt Brecht - Kurt Weill | Octobre en Normandie, chanteuse, comédienne, metteuse en scène                                                                    |
| 2000              | L'Histoire de Babar                                 | Francis Poulenc             | Opéra de Rouen, comédienne, metteuse en scène,                                                                                    |
| 2001              | L'Enfant et les Sortilèges                          | Maurice Ravel               | Opéra de Rouen, metteuse en scène                                                                                                 |
| 2004              | Peer Gynt                                           | Henrik Ibsen                | Muziektheater Transparant, Théâtre de la Balsamine, Opéra en Île-de-France, chanteuse, comédienne, metteuse en scène              |
| 2005              | Magic Box                                           | d'après Claude Debussy      | Khroma, Théâtre de la Place (Liège), Jeunesses Musicales de Belgique et Arcadi (France), chanteuse, comédienne, metteuse en scène |
| 2008              | Ismène                                              | Yánnis Rítsos               | Khroma, Théâtre de la Balsamine, Théâtre de la Place (Liège) et Grand Théâtre du Luxembourg, chanteuse, comédienne                |
| 2013              | Phèdre                                              | Yánnis Rítsos               | Khroma, Théâtre de la Balsamine, Théâtre de la Place (Liège) et Grand Théâtre du Luxembourg, chanteuse, comédienne, compositrice  |
| 2015              | Ajax                                                | Yánnis Rítsos               | Khroma, Théâtre Varia, Théâtre de la Place (Liège), chanteuse, comédienne, compositrice                                           |
| 2018              | I was looking at the ceiling and then I saw the sky | John Adams                  | Khroma, Théâtre national Wallonie-Bruxelles, Opéra de Liège, metteuse en scene, scénographe, dessins.                             |
| 2022              | Madrigali, dialogue avec la Lumière                 | Claudio Monteverdi          | Khroma, Conservatoire royal de Bruxelles, conceptrice, metteuse en scène, scénographe                                             |